# Просниц, Иегуда Лейб
Иегуда Лейб Просниц, часто Лейбеле Просниц (также Простиц, Иехуда Лейб бен Яков Голлешау; 1679, Угерски-Брод, Моравия, Священная Римская империя — 1730, Королевство Венгрия) — еврейский каббалист, лидер саббатианской общины в Моравии, объявивший себя мессией.

## Биография
Иегуда Лейб Просниц родился в Моравии городе Угерски-Брод в 1679 году. Он женился на девушке из соседнего поселения. В 1696 году его посетило мистическое озарение, после чего он активно он занялся самообразованием, изучил Мишну и Зогар. В мистических видениях он беседовал с душами Ицхака Лурии и Саббатая Цви, которые обучали его Каббале.
Просниц работал школьным учителем, потом поселился в заброшенном доме в городе Просниц (Простеёв) Он вёл аскетический образ жизни и писал сочинения по саббатианской мистике, приобрёл много учеников.
В 1703—1705 годы Просниц путешествовал по Моравии и Силезии. Он предрёк скорое возвращение Саббатая Цви в 1706 году. Раввины Глогау (Глогув) города Бреслау (Вроцлав) выступили против него, угрожая изгнанием. В 1706 году он вернулся в Просниц и стал работать с группой из десяти учеников, практикуя умерщвление плоти/.
Просниц решил однажды посреди ночи имитировать озарение Шхины, подсветив занавеску смесью из спирта и скипидара и встал за ней в белом одеянии, при этом высвечивались четыре буквы Тетраграмматона на его груди. Один из присутствующих резко дёрнул за занавеску и разоблачил обман.
Против Просница были выдвинуты обвинения в колдовстве и обмане, а также якобы он принёс курицу в жертву нечистым силам. Его ученик, ставший раввином Мордехай Айзенштадт, публично отрёкся от него. Его изгнали на три года, но он скоро получил разрешение вернуться. Он снова стал учить детей, организовав параллельно тайную секту саббатианцев. Йонатан Эйбешюц, ученик раввина Айзенштадта, стал его последователем.
В 1717 году написал каббалистические комментарии к книге «Руфь» и сконцентрировался на теоретической работе. С 1724 года Просниц — объявляя себя Мессией, сыном Иосифа, предтечей Мессии, сына Давида, — снова стал активно проповедовать саббатианство в Моравии, а потом в Вене и Праге.
Летом 1725 года он был изгнан раввинами Моравии и Никольсбурга (Микулов) и он стал вести бродячий образ жизни. Во Франкфурте-на-Майне его не пустили в еврейский квартал. Его немного поддерживали тайные ученики.
Просниц направился в Венгрию, где и умер.

## Характеристика учения
Просниц опирался на мистические прозрения и магические ритуалы. По неподтверждённым отзывам от стремился победить Самаэля, ангела смерти. Он обещал ученикам высших откровений Шхины.
Просниц высоко отзывался об Йонатане Эйбешюце, считая, что он — Мессия и будущий лидер саббатианцев. Большое влияние на Просница оказал Нехемия Хайон.
В городе Проснице саббатианская община просуществовала до конца XVIII века.